# 和多田站

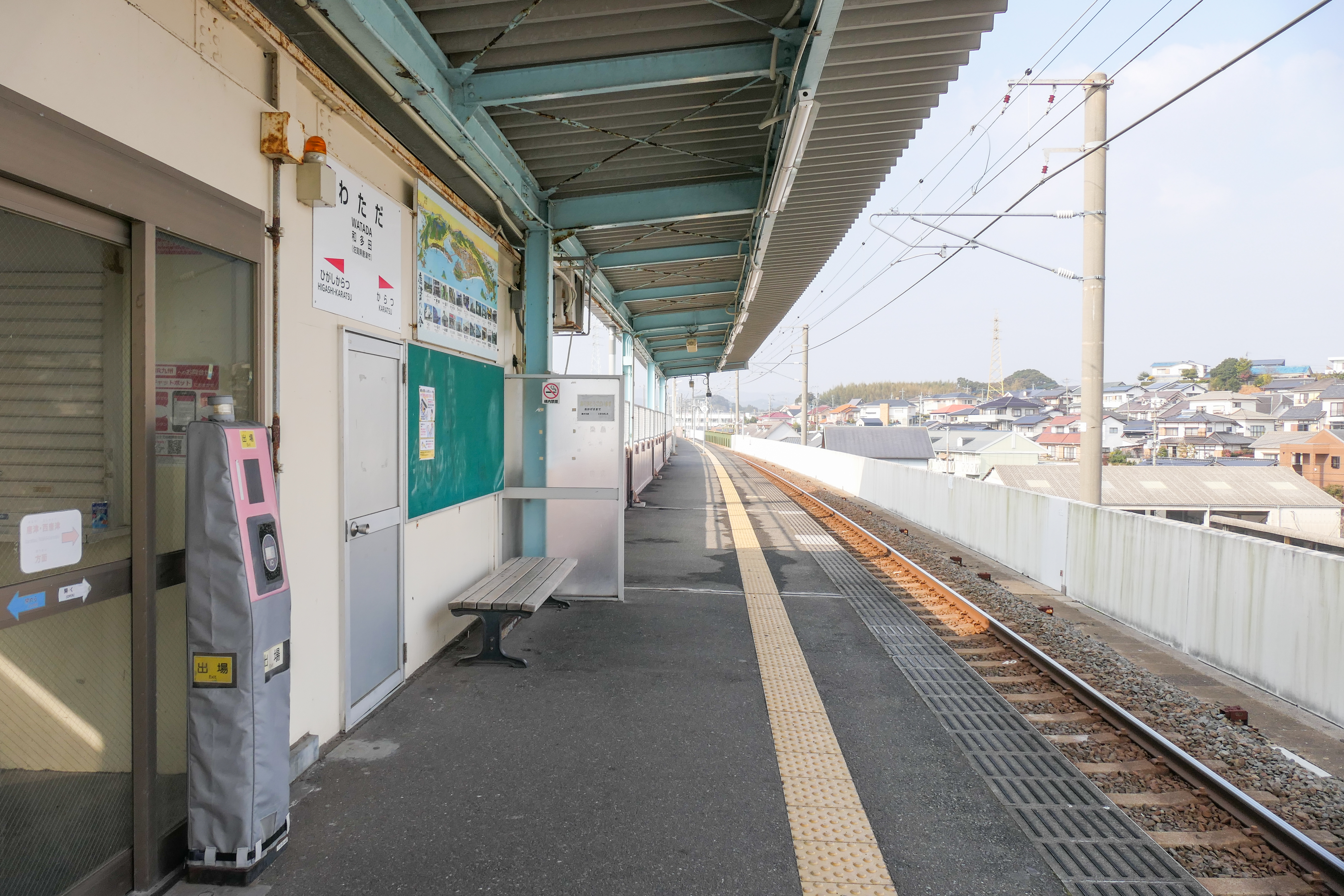
月台(2023年1月)

和多田站（日语：／ Watada eki */?）是位於佐賀縣唐津市和多田用尺5番3號，九州旅客鐵道（JR九州）的筑肥線車站。

## 歷史
- 1983年（昭和58年）3月22日 - 日本國有鐵道筑肥線唐津站至虹之松原站之間開通，此站啟用。同時筑肥線唐津至姪濱之間電氣化。
- 1987年（昭和62年）4月1日 - 伴隨國鐵分割民營化，車站由九州旅客鐵道（JR九州）營運[2]。
- 2007年（平成19年）3月18日 - 升級至快速停車站。
- 2010年（平成22年）3月13日 - 此站可以使用IC卡「SUGOCA」[3]。
- 2015年（平成27年）3月14日 - 成為無人車站[1]。

## 車站構造
車站是一座高架車站，設有1面1線的單式月台。月台只可容納6卡編成。車站大樓位於高架橋上月台旁。車站大樓與地面之間設有樓梯級連接。
此站東邊設有唐津線的分支點。在唐津線列車內可看見此站。

## 使用狀況
在2018年（平成30年）度，1日平均乘車人次為385人
| 乘車人次變化 | 乘車人次變化 |
| 年度         | 1日平均人次  |
| ------------ | ------------ |
| 2000年       | 405          |
| 2001年       | 386          |
| 2002年       | 343          |
| 2003年       | 297          |
| 2004年       | 283          |
| 2005年       | 289          |
| 2006年       | 316          |
| 2007年       | 322          |
| 2008年       | 354          |
| 2009年       | 333          |
| 2010年       | 357          |
| 2011年       | 332          |
| 2012年       | 319          |
| 2013年       | 338          |
|              |              |
| 2016年       | 331          |
| 2017年       | 379          |
| 2018年       | 385          |

## 車站周邊
此站位於唐津市中心東邊。北邊的丘陵處設有大型住宅區。
- 昭和巴士用尺南巴士站 - 停靠的巴士路線包括唐津市內路線與高速巴士「唐津號（日语：からつ号）」。
- 松浦川（日语：松浦川） - 位於車站東邊約800米處。
- 佐賀縣立唐津商業高等學校（日语：佐賀県立唐津商業高等学校） - 車站西北方
- 唐津市立第五中學（日语：唐津市立第五中学校） - 車站北方
- 唐津市立外町小學（日语：唐津市立外町小学校） - 車站北方
- 唐津市立成和小學 - 車站西南方
- 唐津和多田郵局 - 車站東南方
- 體育之森公園（日语：体育の森公園） - 車站東南方松浦川旁
- 國道204號唐津繞道

## 相鄰車站
九州旅客鐵道（JR九州）
筑肥線
■快速、■普通
東唐津（JK18）－和多田（JK19）－唐津（JK20）

## 注腳
1. 1 2  小原擁(2015年3月7日). “JR九州:無人化、新たに20駅発表”. 毎日新聞 (毎日新聞社)
2. ↑  九州鉄道百年祭実行委員会・百年史編纂部会 (编).  初版. 九州旅客鉄道. 1988: 181 （日语）.
3. ↑  . 交通新聞 (交通新聞社). 2010-03-16: 3 （日语）.
4. ↑   (PDF). 九州旅客鉄道.   [2020-05-23]. （原始内容存档 (PDF)于2020-03-15） （日语）.

## 外部連結
- 和多田（車站資訊） - 九州旅客鐵道（日語）